# ويليام غوبل (سياسي)
ويليام غوبل هو محامي وسياسي أمريكي، ولد في 4 يناير 1856 في مقاطعة سوليفان في الولايات المتحدة، وتوفي في 3 فبراير 1900 في فرانكفورت في الولايات المتحدة. نشط حزبياً في الحزب الديمقراطي. وقد انتخب حاكم كنتاكي ‏ (31 يناير 1900 – 3 فبراير 1900).